# 제이크 쇼트
제이크 쇼트(Jake Short, 1997년 5월 30일 ~ )는 미국의 배우이다.

## 출연 작품
- 슈퍼쿨 (2021)
- 덱스터 시즌4 (2009)
- 쇼츠 (2009)
- 덱스터 시즌1 (2006)